# Inupiak
Inupiak is een taal die door de Inupiat in het noorden en noordwesten van Alaska wordt gesproken. De taal wordt met uitsterven bedreigd: er zijn naar schatting nog tussen de drie- en vijfduizend mensen die de taal spreken. De meeste mensen die nog Inupiak spreken, zijn veertig jaar of ouder. Zij zijn vrijwel altijd tweetalig, met het Engels als eerste of tweede taal. Het Inupiak kent invloeden uit het Engels en het Russisch, voornamelijk van de contacten met Amerikaanse en Russische handelaren. Het Inupiak bestaat uit de dialecten Noord-Alaskaans Inupiatun (ISO-code: esi) en Noordwest-Alaskaans Inupiatun (ISO-code: esk), die beide ook weer verschillende dialecten hebben.

## Taalcodes
- De ISO 639-1-code voor Inupiak is ik.
- De ISO 639-2-code voor Inupiak is ipk.
- De SIL code voor Inupiak is ESK.